# Gothic Lolita Agitator

## Gothic Lolita Agitator
Gothic Lolita Agitator (妖精帝國) es un álbum de la banda japonesa Yousei Teikoku, lanzado el 22 de diciembre de 2010. Incluye el tema de introducción del anime Queen's Blade, el tema de introducción del anime Seikon no Qwaser, el tema Rebellion Anthem, la intro del juego de PC "Fortissimo // Akkord: Bsusvier" Asgard, y más.
Distribuido por Lantis.

## Lista de canciones
1. Asgard
2. Still alive
3. One
4. Baptize
5. Keep existing
6. Gekkou no chigiri (月光の契り)
7. Call my name
8. Sacrifice
9. Gekkakou (月下香)
10. rebellion anthem                                                                                                                
11. Viscum album
12. gothic lolita agitator

## Descripción
Después de un año y medio, este es el tercer álbum lazado de Yousei Teikoku incluyendo temas del anime "Queens Blade Spiral Chaos," el tema del anime "The Qwaser of Stigmata," la pista "rebellion anthem", el tema de intro del juego de PC "Fortissimo//Akkord:Bsusvier", y más.

## Otros
- La canción One es el Opening del Anime Queen's Blade .
- La canción Baptize es el Opening 2 del anime Seikon no Qwaser .
- La canción rebellion anthem tema de 920Putsch 
- La canción Asgard es el tema de introducción del juego de PC Fortissimo//Akkord:Bsusvier (フォルテシモ アコルト：ビーサスフィーア foruteshimo akoruto:bīsasufīa)